# 埃希雷
埃希雷（法語：Échiré，法語發音：[eʃiʁe]），法国西部城市，新阿基坦大区德塞夫勒省的一个市镇，隶属于尼奥尔区，其市镇面积为30.96平方公里，2022年1月1日时人口数量为3,536人，在法国城市中排名第3,192位。
埃希雷位于德塞夫勒省南部，省会尼奥尔市区以北，尼奥尔塞夫尔河畔，是尼奥尔的一个近郊卫星城。

## 地名来源
根据当地官方网站的论述，“Échiré”最初可能于1218年以“Eschiré”的形式被记载，该名称可能转写自“Scauriacum”。在埃希雷市镇成立初期，当地的官方名称拼写曾为“Echiré”。

## 历史
埃希雷的早期历史尚不清楚。根据当地官方网站的论述，埃希雷可能在中世纪中期形成聚落，18世纪时该地为帕尔特奈南爵的一处领地。法国大革命后，埃希雷成为德塞夫勒省的一个市镇，并在1793年至1801年间为同名县的县治。自20世纪中后期以来，得益于尼奥尔的城市扩张，当地人口数量逐年增加。

## 地理

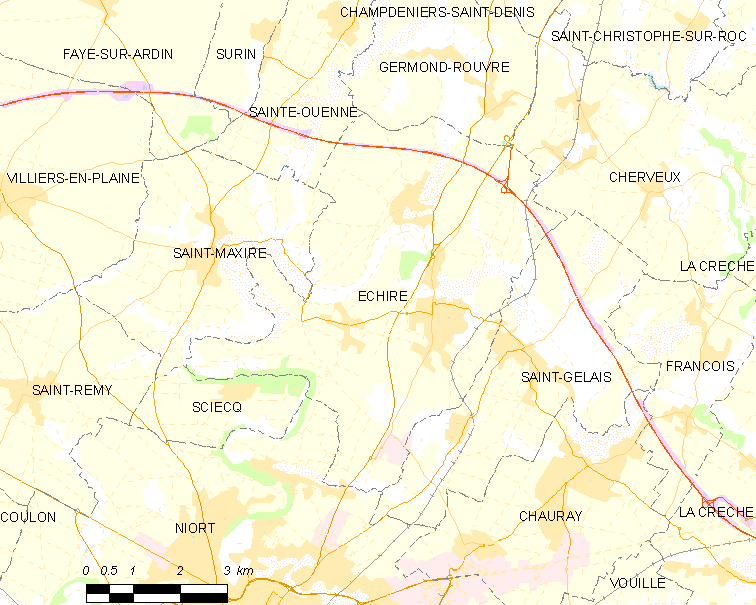
埃希雷市镇范围地图

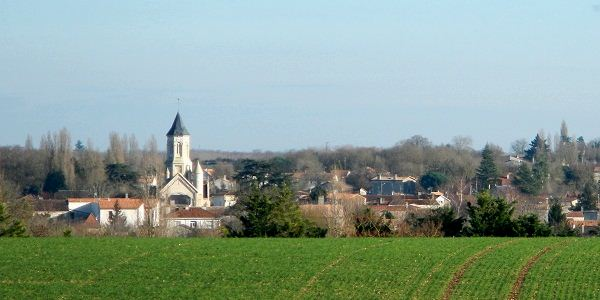
远眺埃希雷镇中心

埃希雷位于法国西部，新阿基坦大区西北部和德塞夫勒省中南部，距离省会尼奥尔大约10公里。与埃希雷接壤的市镇包括：谢尔沃、热尔蒙-鲁夫尔、尼奥尔、圣韦娜、圣马克西尔、谢克和圣热莱。

### 地形
埃希雷位于尼奥尔泰地区，境内以平原和缓丘为主，市镇中心位于一处地势较为平坦的河谷左岸外侧，沙吕松（Chalusson）和泰尔南特伊（Ternanteuil）两个街区则位于河流右岸，全境海拔在17到89米之间。

### 水文
尼奥尔塞夫尔河自东向西蜿蜒流经埃希雷，其靠近埃希雷的河段有多条水道。

### 植被
埃希雷属于温带阔叶混交林区，林地多分布于河谷地带。
在鲜花城市的评比中，埃希雷暂未被评级。

### 气候
埃希雷在柯本气候分类法中属于温带海洋性气候（Cfb）。

## 行政区划
埃希雷的市镇编号为79109，邮政编号为79410。
在行政管理方面，埃希雷隶属于法国新阿基坦大区德塞夫勒省尼奥尔区；在地方选举方面，埃希雷隶属于尼奥尔平原县，其市镇范围全境被划入德塞夫勒省第一选区；在社会管理方面，埃希雷是尼奥尔城市圈公共社区的组成部分。
截至2024年8月，埃希雷市镇范围内暂无任何城市敏感街区及城市政策优先街区。
法国国家统计与经济研究所（简称“INSEE”）在进行数据统计时，未将埃希雷划入任何城市核心区（Unité urbaine），将包括埃希雷在内的周边共69个市镇划为尼奥尔城市区。自2020年起，尼奥尔城市区被包含91个市镇的尼奥尔城市辐射区代替。此外，INSEE还将埃希雷市镇整体看作一个“块区”（IRIS），以便于统计人口分布情况。

## 交通

### 公路
A83高速公路经过埃希雷境内北部并设有10号出入口；德塞夫勒省省道D107线、D743线和D748线在埃希雷境内交汇。新阿基坦大区下属的德塞夫勒省的城际客运145线和146线经停埃希雷，可通往瑟孔迪尼、帕尔特奈等地。
2020年，87.7%的埃希雷家庭拥有至少一辆私人汽车。2022年，埃希雷境内共发生各类交通事故1起，造成1人重伤。
| 10 | 5 |

| 尼奥尔 | 11 |

| 帕尔特奈 | 34 |

| 瑟孔迪尼 | 27 |

### 铁路
埃希雷位于沙特尔—波尔多铁路上，该铁路埃希雷附近路段已停止客运服务。
距离埃希雷最近的运营中的客运铁路车站为10公里外的尼奥尔站，该站停靠往返于巴黎和拉罗谢尔之间的高速列车，同时开行前往普瓦捷、拉罗谢尔和桑特三个方向的区域列车。

### 航空
埃希雷距离普瓦捷机场和拉罗谢尔机场的公路里程分别大约为78公里和81公里。

### 城市公共交通
埃希雷是尼奥尔城市公共交通（商业名称为“Tanlib”）的服务覆盖范围。截至2024年8月，该系统共包括数十条各类公交线路，其中公交24路和Express 3号线经过埃希雷市区。

## 政治

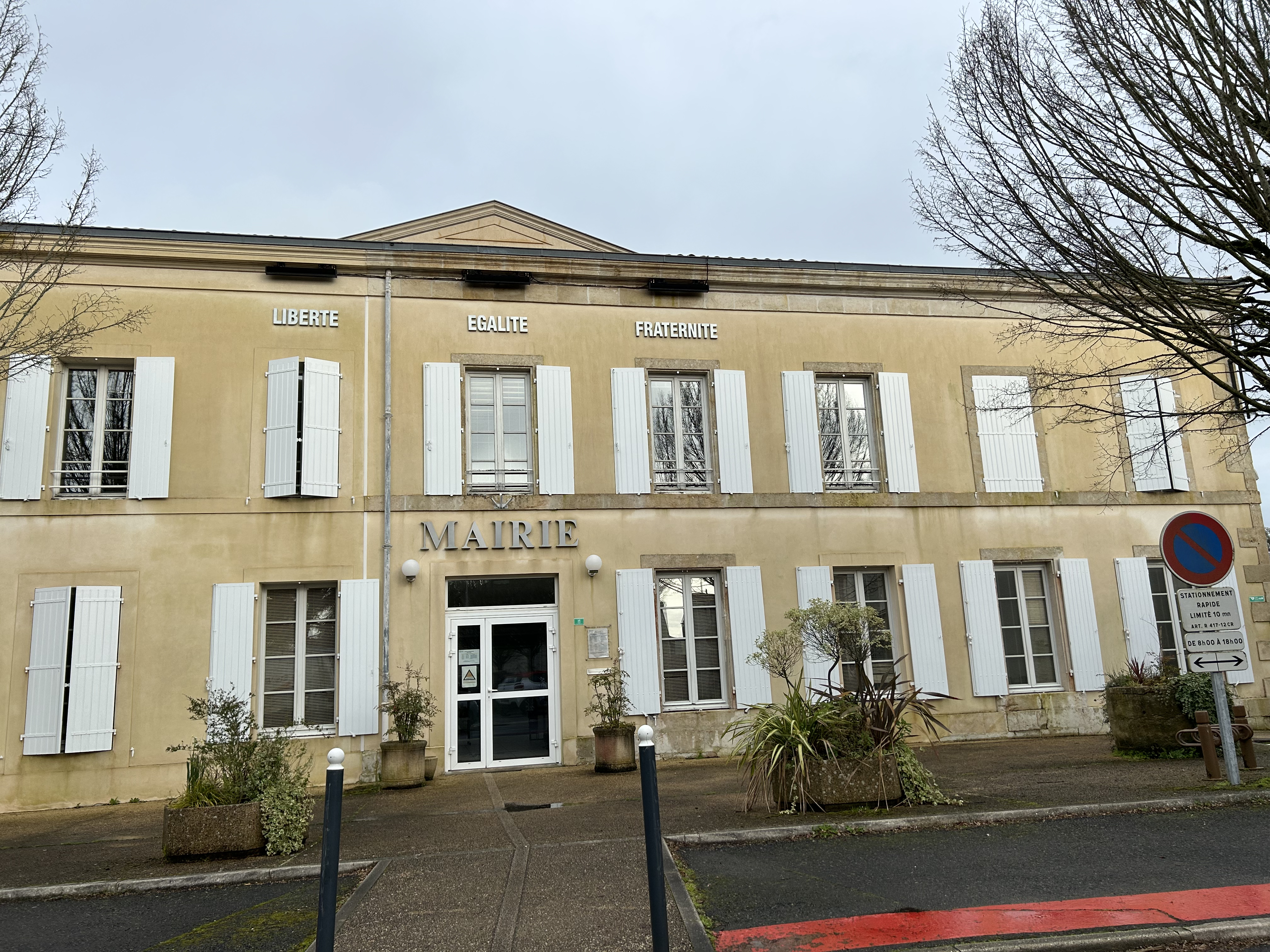
埃希雷市政厅

埃希雷的现任市长为蒂埃里·德沃图尔先生（Thierry DEVAUTOUR），他是一名右翼无党派人士，在2020年的市政选举中获得了73.66%的支持率。
在2022年的法国总统大选的第二轮选举中，法国第25任总统埃马纽埃尔·马克龙在埃希雷获得了70.31%的支持率。

## 人口
2021年，埃希雷市镇人口数量为3,517，在法国排名第3,192位。其中男性1,715人，女性1,817人，75岁及以上人口占9.2%，外籍人口数量为29人，人口密度为114人/平方公里，当地居民被称为（男性）或（女性）。2022年，埃希雷境内出生22人，死亡人口34人。
| 埃希雷1901年－2021年人口变化情况 |
|                                  |
| 数据来源：Cassini、INSEE         |

## 经济
埃希雷是尼奥尔的一个近郊卫星城。截至2024年8月，埃希雷市镇范围内共有各类用人单位（包含自雇）464家，平均历史为18年，其中97.98%为中小型企业（PME），2024年6月至8月间，当地的经济活力指数为0。（造纸）、（建筑外墙）及（电气安装）是当地2022年营业额最高的三个企业，分别为9,543,970欧元、4,809,174欧元和4,385,604欧元。

## 财政与居民收入
2022年，埃希雷的财政收入总额为3,085,930欧元，财政支出总额为2,385,870欧元，当年的债务总额为1,558,680欧元。2022年，埃希雷市镇通过增值税获得75,060欧元的收入，此外当地还共获得了608,710欧元的国家直接财政补助。
| 埃希雷居民收入情况                               | 埃希雷居民收入情况 | 埃希雷居民收入情况    | 埃希雷居民收入情况 |
| 内容                                             | 埃希雷             | 法国                  | 统计年份           |
| ------------------------------------------------ | ------------------ | --------------------- | ------------------ |
| 征税家庭总数                                     | 1,647              | 1,081（法国市镇平均） | 2022年             |
| 居民平均月收入                                   | 2,588欧元          | 2,435欧元             | 2022年             |
| 高级职员人均月收入                               | 4,135欧元          | 4,331欧元             | 2021年             |
| 中级职员人均月收入                               | 2,424欧元          | 2,470欧元             | 2021年             |
| 普通职员人均月收入                               | 1,987欧元          | 1,801欧元             | 2021年             |
| 贫困率                                           | 6%                 | 14.5%                 | 2020年             |
| 青壮年（15至64岁）失业率                         | 6.9%               | 7.4%                  | 2020年             |
| 征税家庭数量占比                                 | 58.2%              | 45.5%                 | 2020年             |
| 家庭年均纳税                                     | 3,154欧元          | 4,393欧元             | 2022年             |
| 资料来源：INSEE、L'Internaute、Le Journal du Net |                    |                       |                    |

## 社会事务

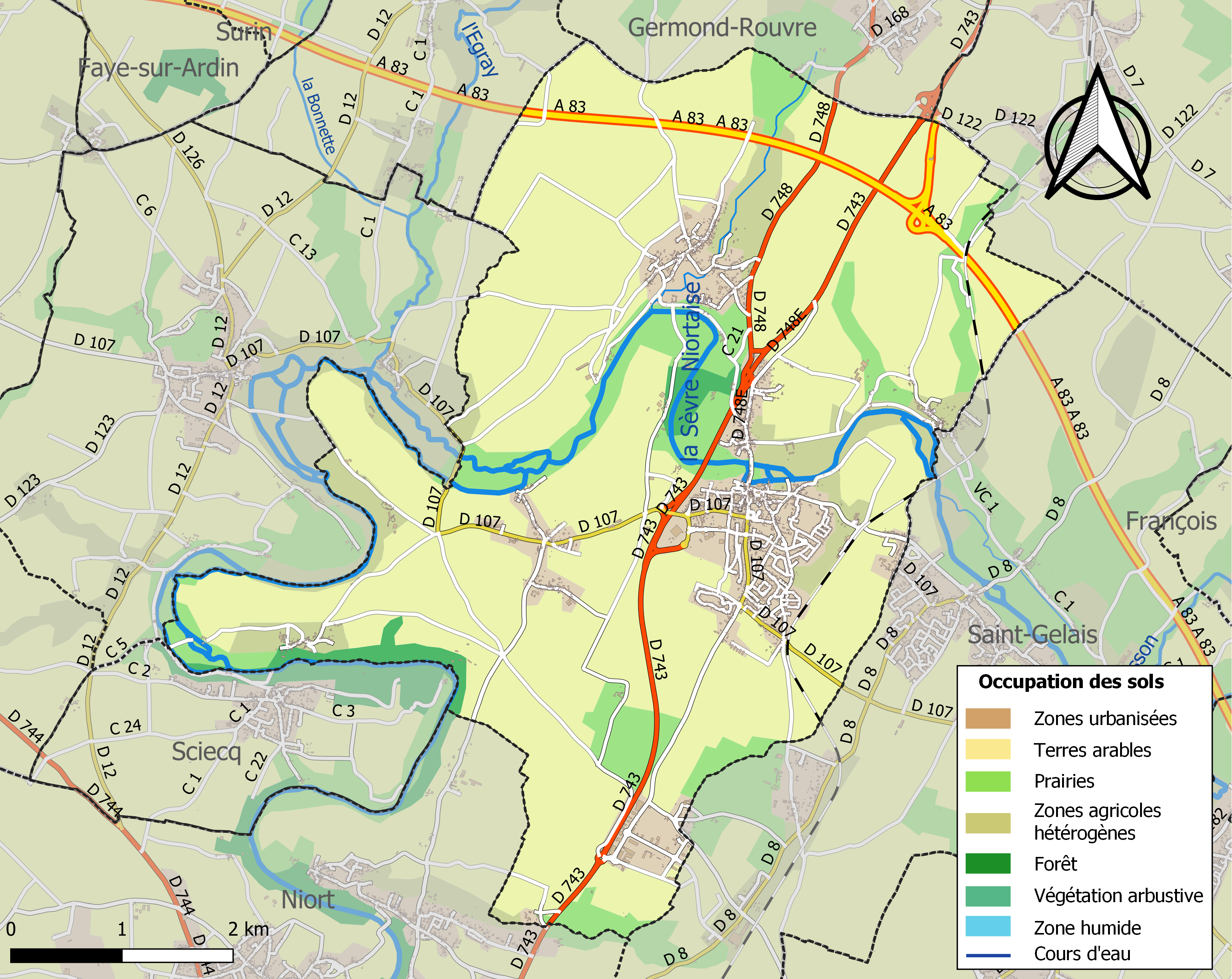
埃希雷土地利用情况地图

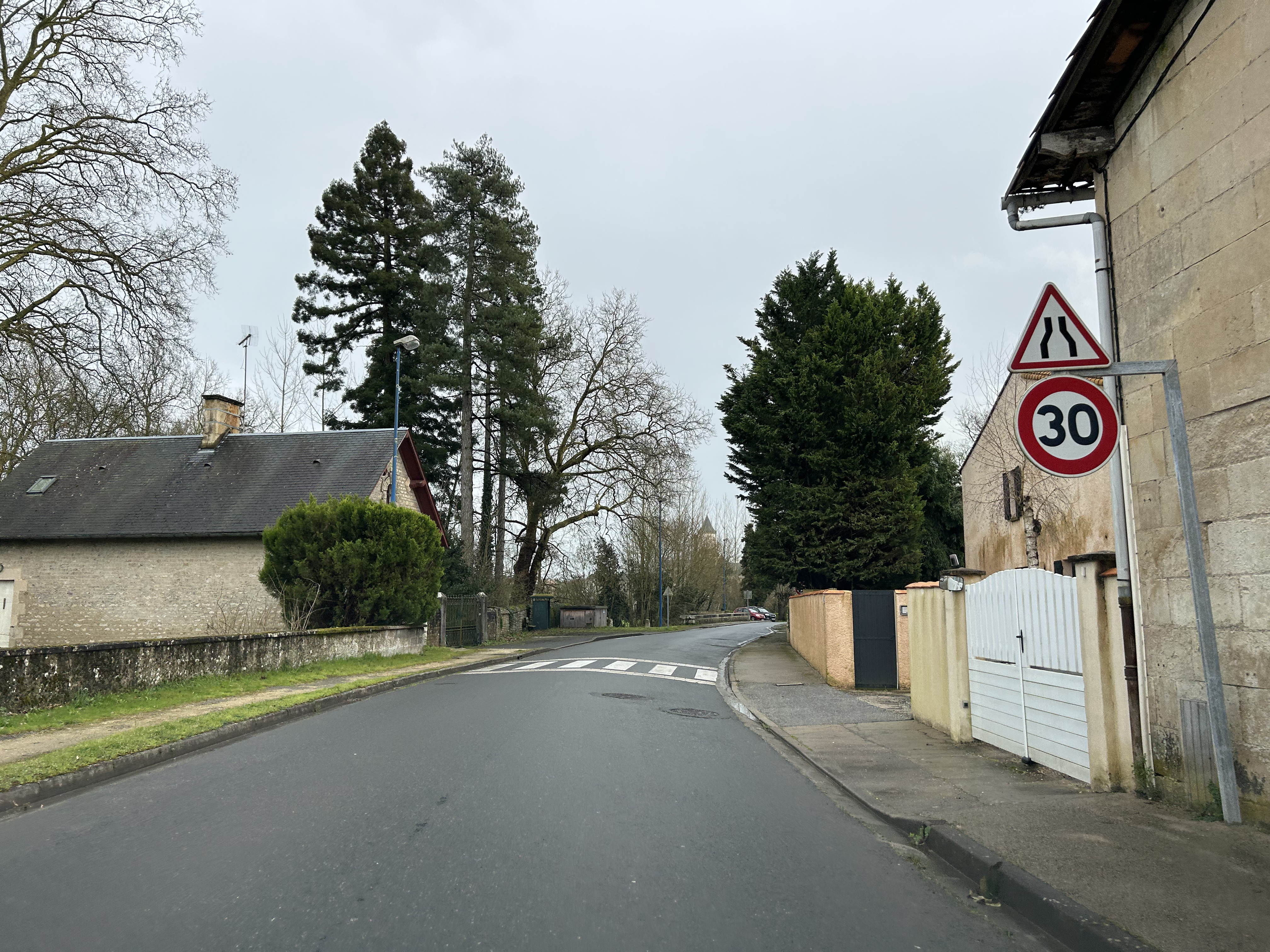
昂德罗莱街南段

### 教育
埃希雷属于普瓦捷学区。截至2021年1月1日，埃希雷境内共有1所幼儿园和1所小学。

### 医疗
截至2021年1月1日，埃希雷境内共有全科医生5名、保健师2名、牙医3名、护士4名、药房1家和养老院1家。
距离埃希雷最近的区域性医疗机构为尼奥尔中心医院（Centre Hospitalier de Niort），其主病区医院位于尼奥尔市区，距离埃希雷市区的正常车程大约19分钟，该院设有床位1,308个，是德塞夫勒省境内规模最大的公立综合性医院。

### 住房
2020年，埃希雷境内共有各类住房1,711套，其中93.5%为独立式住宅，2.0%为集中式住宅。常住房屋占埃希雷市镇范围内居民建筑总量的93.9%。
在住房保障政策方面，2022年，埃希雷境内共有123户家庭获得了住房经济补助，受益人数占总人口数量的3.5%，其中115份为房租补助。

### 商业
2021年，埃希雷境内共有各类实体商铺73家，其中餐厅3家、大型超市2家、杂货店1家、面包房2家、肉铺1家、书店1家、银行门店1家、美容美发店5家、汽车维修店12家。埃希雷镇中心西侧建有一家Super U超市。

### 体育
2021年，埃希雷境内共有1间体育馆、5处网球场以及1处足球或橄榄球场。
截至2024年8月，埃希雷五人制足球俱乐部（Ex-Tension Futsal Échiré，编号553933）是埃希雷境内唯一的一家注册足球俱乐部，成立于2002年，其主场为综合体育馆（Salle Omnisport）。
埃希雷-圣热莱体育会（AS Echiré Saint-Gelais，编号515733）是埃希勒地区的代表性足球队，其注册地位于圣热莱，其U18队2024至2025赛季参加新阿基坦大区足球联赛乙组，其位于埃希雷的场地为市政球场（Stade Municipal）。

### 环境
埃希雷的环境事务由其所属的尼奥尔城市圈公共社区联合各级政府协调负责。2021年，埃希雷境内暂无污染企业。

### 治安
埃希雷及其附近的共139个市镇是尼奥尔国家宪兵队（zone gendarmerie de Niort）的管辖范围。2020年，该宪兵队累计记录各类案件3,815起，其中盗窃类案件1,828起，经济类案件591起，毒品交易类案件204起。

## 文化

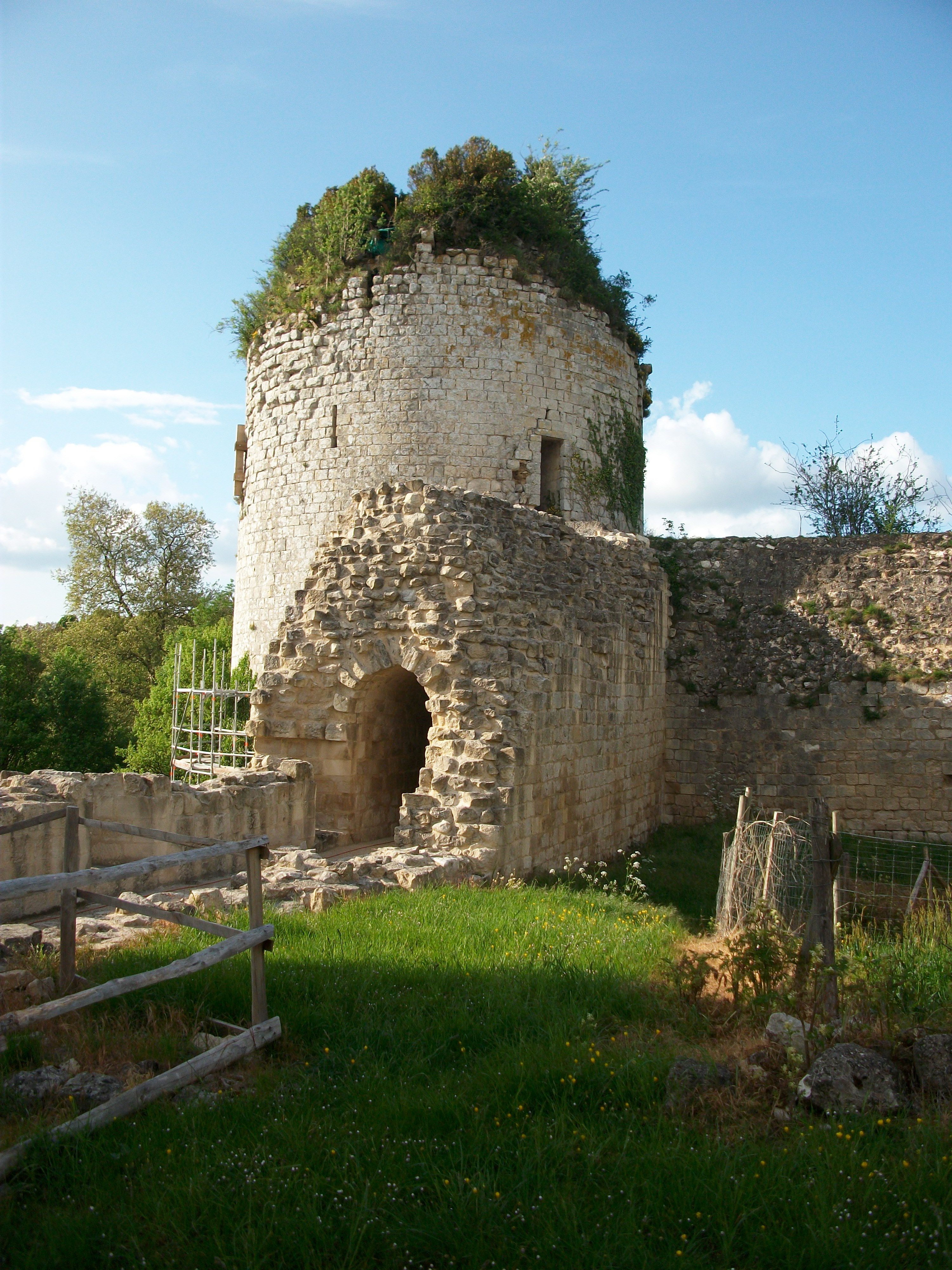
城堡遗址

2021年，埃希雷境内共有暂无任何文化设施。埃希雷境内建有埃内斯特·佩罗雄多媒体中心（Médiathèque Ernest-Pérochon），每周一、二、三、五、六向公众开放。

### 建筑
埃希雷境内有多处历史建筑，其中勒库德赖萨尔巴尔城堡遗址、拉塔耶城堡等为法国国家文物保护单位；镇中心的圣母教堂是当地的地标性建筑。

### 旅游
埃希雷的旅游事务由其所属的尼奥尔城市圈公共社区联合各级政府协调负责。2023年，埃希雷境内暂无任何游客接待设施。

### 媒体
法国主要的媒体均可在埃希雷接收，法国电视三台下属的新阿基坦大区频道在部分时段播出埃希雷所在德塞夫勒省的地方新闻。《中西部新共和国报》、蓝色法兰西普瓦图广播、云雀广播等是当地主要的地方性媒体。

## 友好城市
截至2024年8月，埃希雷暂未与任何城市建立友好城市关系。